# Липовка (Рогатинская городская община)

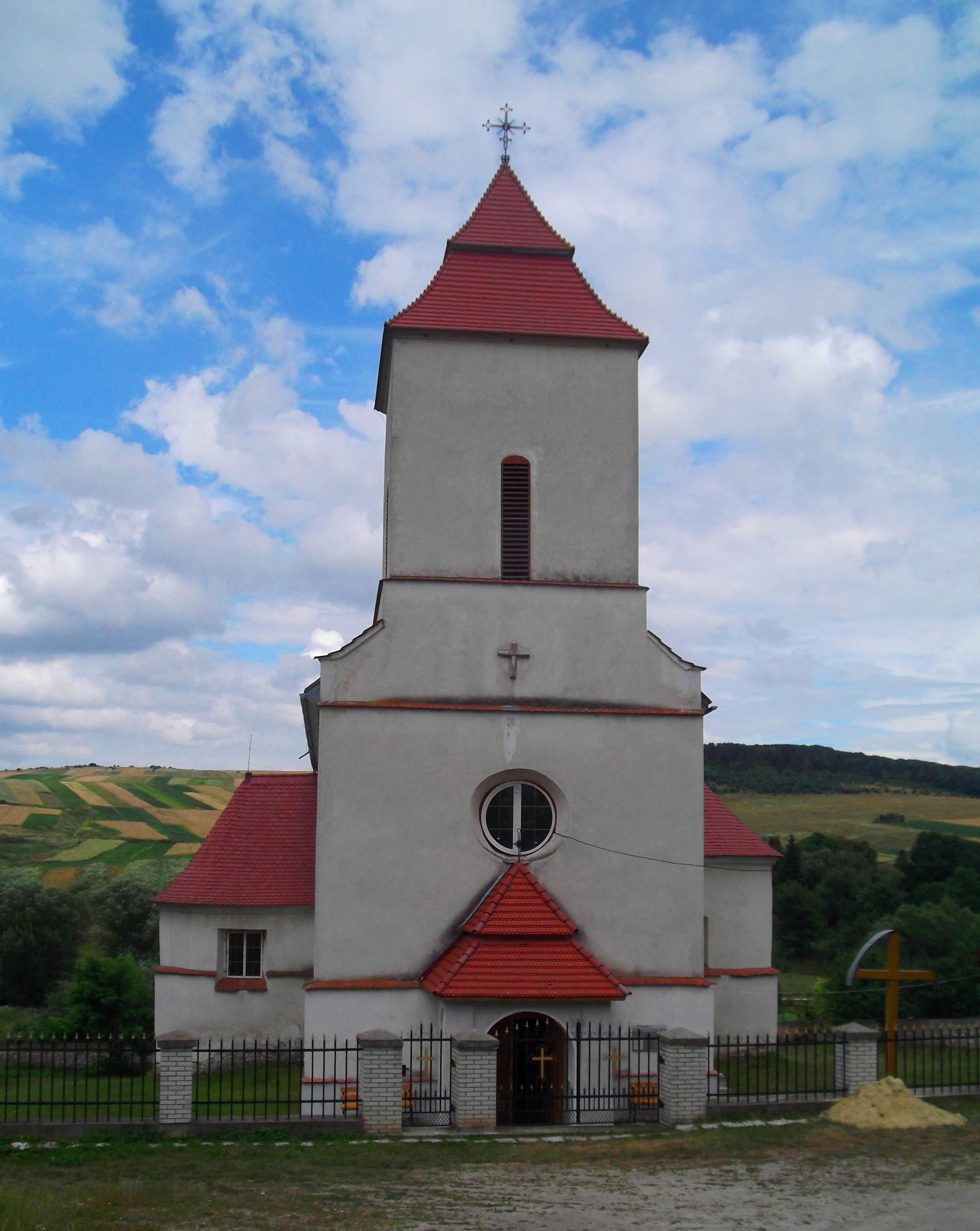
Костёл Святого Станислава

Ли́повка (укр. Липівка; до 1570 года — Матиев, до 1946 — Фирлеев) — село в Рогатинской городской общине Ивано-Франковского района Ивано-Франковской области Украины.
Население по переписи 2001 года составляло 829 человек. Занимает площадь 11,985 км². Почтовый индекс — 77020. Телефонный код — 03435.

## История
Основан Липовка в начале XV в. Четыре раза татары уничтожали и жгли деревню.
В 1570 году королевским указом шляхтичу Яну Фирлею на почвах села матеевцы разрешено заложить местечко Фирлея.
В XVI—XVII веках Фирлея был местечком, здесь развивался гончарный промысел. Большой вред хозяйству и населению городка нанесли в 1828 году пожар и саранча, а в 1831 и 1855 годах — холера. Село упоминается в Кресовой книге справедливых на с. 183.
В 1946 году указом ПВС УССР село Фирлеев переименовано в Липовку.

## Известные люди
- В селе долгие годы служил приходским священником и умер Бенедикт Хмелёвский, польский писатель, автор первой польской энциклопедии «Nowe Ateny» (рус. «Новые Афины») (1754—1764).
- В селе родился Михал Вишневский — польский писатель и политический деятель.
- В селе родился Михаил Кривень — народный артист Украины.